# آلن بی. کاناول
آلن بی. کاناول (انگلیسی: Allen B. Kanavel؛ ‏ ۲ سپتامبر ۱۸۷۴ – ۲۷ مهٔ ۱۹۳۸) جراح اهل ایالات متحده آمریکا بود که بابت توصیف نشانه کاناول شناخته می‌شود. وی در جریان جنگ جهانی اول در نیروی زمینی ایالات متحده آمریکا خدمت کرد و از سال ۱۹۲۰ رئیس «گروه جراحی مغز و اعصاب دانشگاه نورث وسترن» بود که خودش آن را پایه‌گذاری کرده بود.